# Dzięgiel (roślina)
Dzięgiel, arcydzięgiel (Angelica L.) – rodzaj bylin z rodziny selerowatych. Należy do niego ok. 110–116 gatunków roślin. Występują głównie w chłodniejszych rejonach północnej półkuli, w całej Europie i Azji, a w Ameryce Północnej w Kalifornii. Poza tym pięć gatunków endemicznych rośnie na nowej Zelandii. Duże zróżnicowanie gatunkowe występuje w Chinach, w których rośnie 45 gatunków, z czego 32 to endemity. W Polsce występują dwa gatunki – dzięgiel leśny (A. silvestris) i dzięgiel litwor (A. archangelica). W szerokim ujęciu systematycznym rodzaju włączane są tu gatunki z rodzaju starodub Ostericum wraz z występującym w Polsce starodubem łąkowym (O. palustre ≡ A. palustris). 
Niektóre gatunki mają znaczenie użytkowe jako rośliny jadalne, lecznicze i ozdobne. Jadane jako warzywa są liście i ogonki liściowe dzięgla litwora, a łodygi tego gatunku są kandyzowane i stosowane jako dodatek do ciast. Roślina ta wykorzystywana jest także do aromatyzowania alkoholi. Uprawiane są jako rośliny ozdobne dzięgiel purpurowy A. atropurpurea i Angelica gigas, ozdobne z powodu ciemnofioletowych kwiatów. Dzięgiel chiński A. sinensis wykorzystywany jest w ziołolecznictwie.

## Morfologia
PokrójRośliny dwuletnie i byliny osiągające do 3 m wysokości. Łodygi zwykle dęte, obłe na przekroju. Korzeń tęgi, stożkowaty lub walcowaty.
LiścieBlaszki 2- i 3-krotnie trójsieczne lub pierzasto złożone. Odcinki zwykle szerokie, jajowate. Ogonki z szeroką, często rozdętą, pochwiastą nasadą.
KwiatyZebrane w baldachy złożone, których rozgałęzienia wsparte są licznymi pokrywami (rzadko pokryw brak lub nieliczne) i pokrywkami. Działki kielicha drobne lub okazałe, jajowate, zaostrzone i trwałe. Płatki korony po rozwinięciu białe lub różowe, lancetowate i zaostrzone lub jajowate, zaokrąglone lub wycięte na końcach. Pręciki w liczbie 5. Zalążnia dolna, dwukomorowa, w każdej z komór z pojedynczym zalążkiem. Słupki dwa o szyjkach dłuższych od niskiego, stożkowatego krążka miodnikowego.
OwoceRozłupnia rozpadająca się na dwie rozłupki, spłaszczone, eliptyczne lub czworoboczne, na powierzchni grzbietowej znajdują się trzy nitkowate żebra, podczas gdy boczne żebra są zwykle szerokie, oskrzydlając rozłupki.

## Systematyka
Pozycja systematyczna

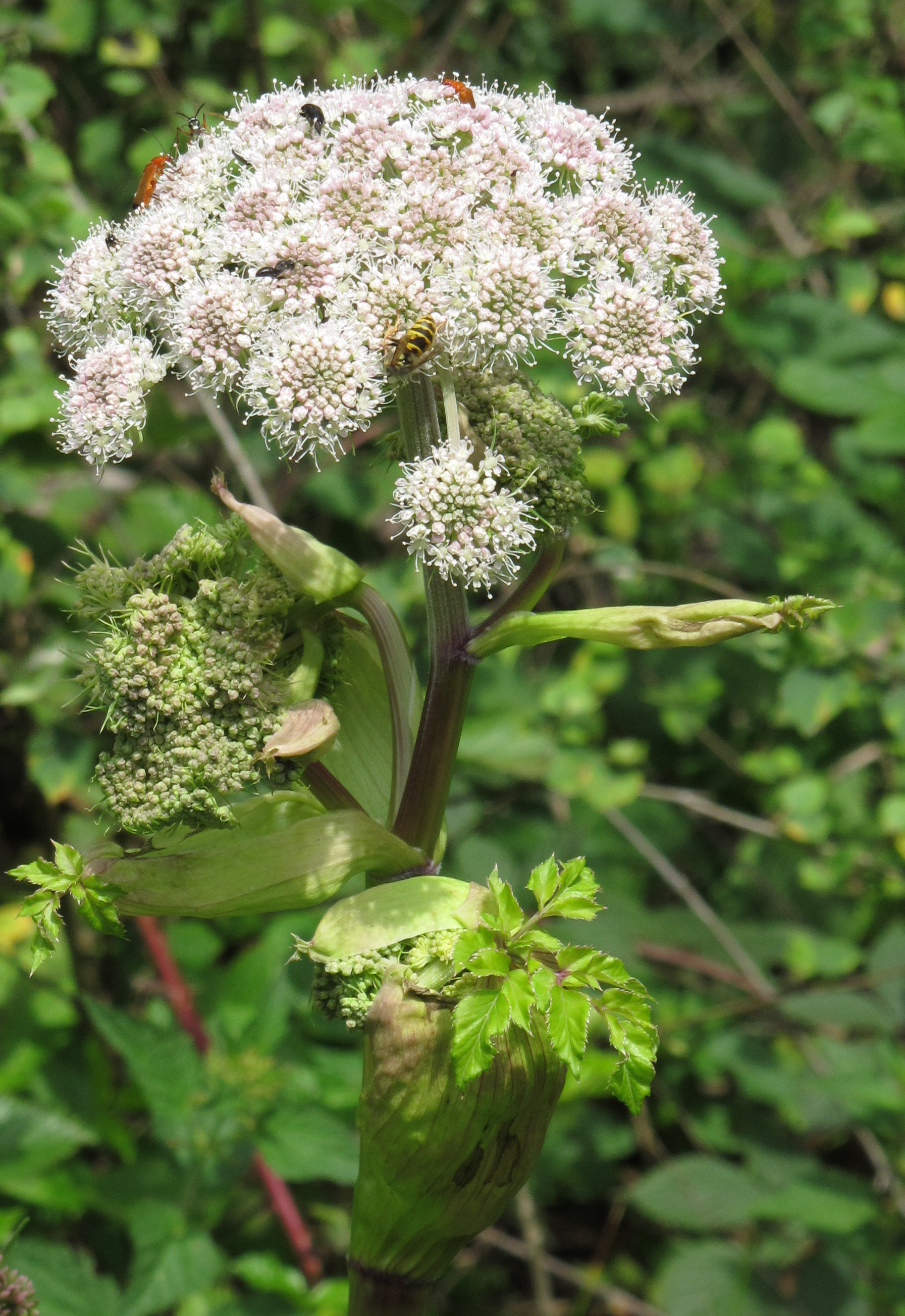
Dzięgiel leśny

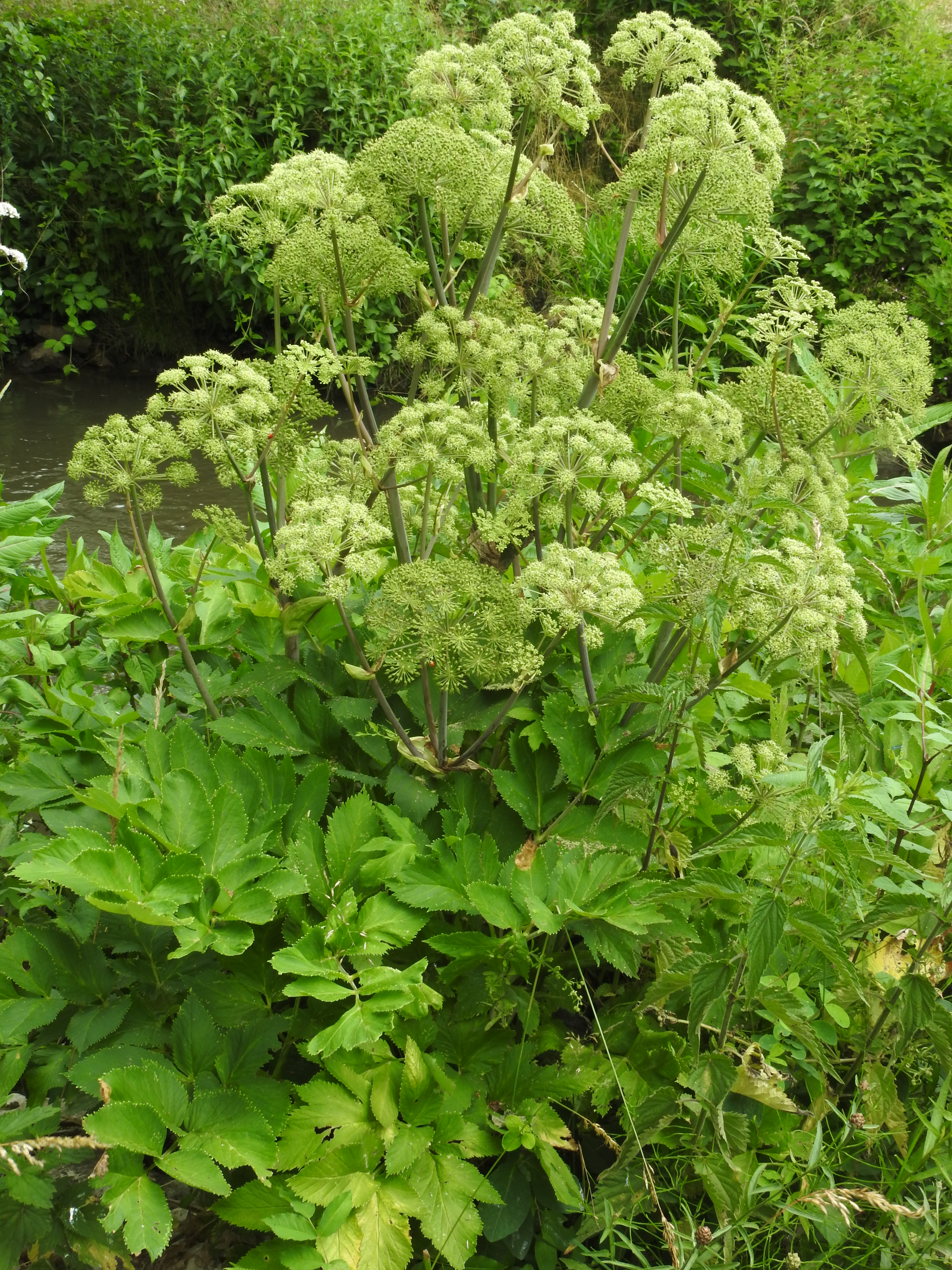
Dzięgiel litwor

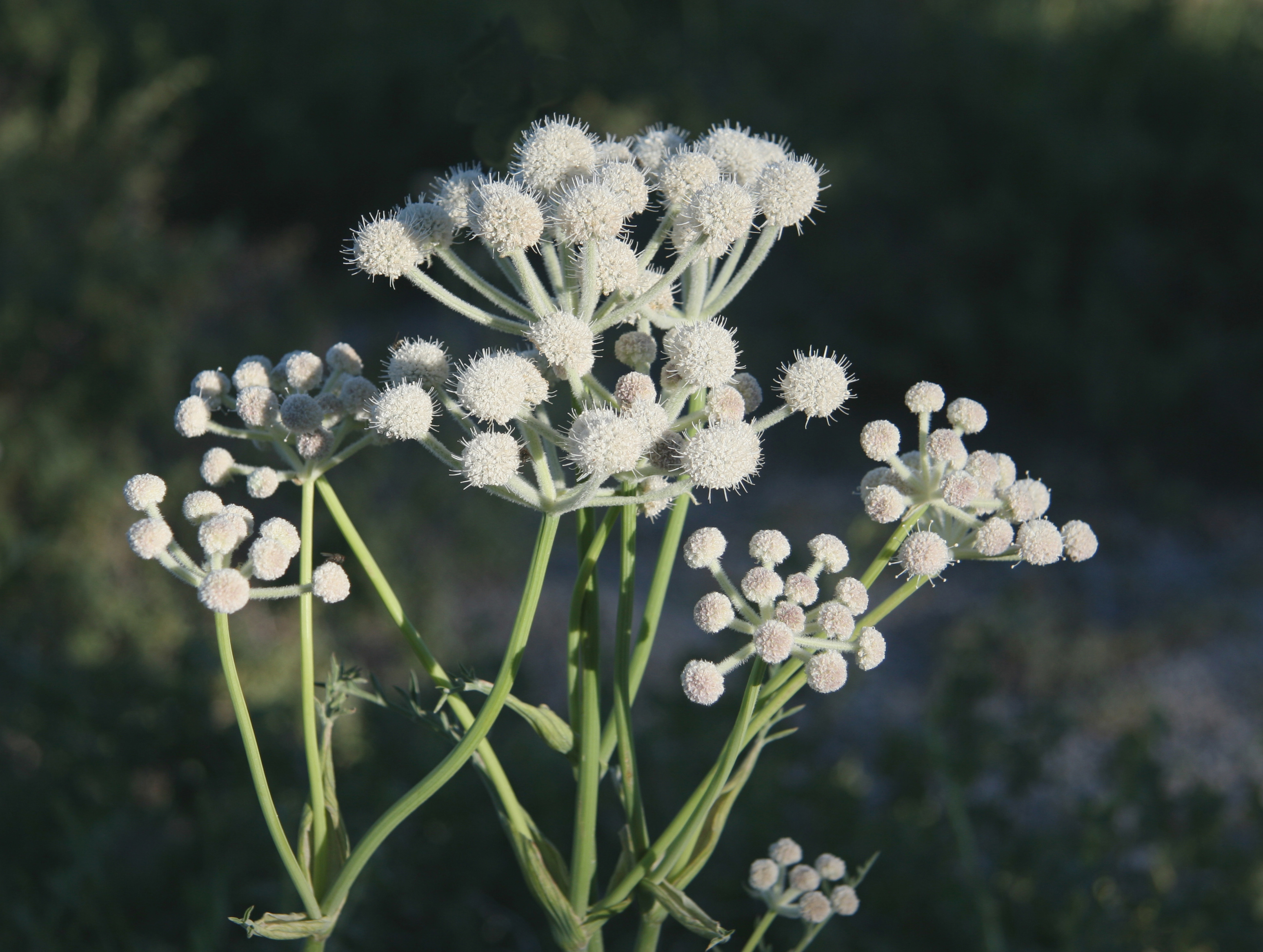
Angelica capitellata

Rodzaj z rodziny selerowatych (Apiaceae Lindl.), rzędu selerowców (Apiales Lindl.), kladu astrowych w obrębie okrytonasiennych. W obrębie rodziny należy do podrodziny Apioideae Seemann i plemienia Selineae.
Klasyfikacja biologiczna rodzaju i jego relacja w stosunku do blisko spokrewnionych lub włączanych doń rodzajów (Archangelica, Coelopleurum, Czernaevia, Ostericum) jest niejasna i wciąż kontrowersyjna. W szerokim ujęciu rodzaje te są włączane do Angelica, przy czym Ostericum stanowi najwyraźniej grupę siostrzaną dla pozostałych.
Wykaz gatunków
- Angelica acutiloba (Siebold & Zucc.) Kitag.
- Angelica adzharica Pimenov
- Angelica ampla A.Nelson
- Angelica angelicastrum (Hoffmanns. & Link) Cout.
- Angelica anomala Avé-Lall.
- Angelica apaensis R.H.Shan & C.C.Yuan
- Angelica archangelica L. – dzięgiel litwor
- Angelica arguta Nutt.
- Angelica atropurpurea L. – dzięgiel purpurowy
- Angelica biserrata (R.H.Shan & C.Q.Yuan) C.Q.Yuan & R.H.Shan
- Angelica brevicaulis (Rupr.) B.Fedtsch.
- Angelica breweri A.Gray
- Angelica californica Jeps.
- Angelica callii Mathias & Constance
- Angelica canbyi J.M.Coult. & Rose
- Angelica capitellata (A.Gray) Spalik, Reduron & S.R.Downie
- Angelica cartilaginomarginata (Makino ex Y.Yabe) Nakai
- Angelica cincta H.Boissieu
- Angelica cryptotaeniifolia Kitag.
- Angelica cyclocarpa (C.Norman) M.Hiroe
- Angelica czernaevia (Fisch. & C.A.Mey.) Kitag.
- Angelica dabashanensis C.Y.Liao & X.J.He
- Angelica dahurica (Hoffm.) Benth. & Hook.f. ex Franch. & Sav.
- Angelica dailingensis Z.H.Pan & T.D.Zhuang
- Angelica dawsonii S.Watson
- Angelica decurrens (Ledeb.) B.Fedtsch.
- Angelica decursiva (Miq.) Franch. & Sav.
- Angelica dentata (Chapm.) J.M.Coult. & Rose
- Angelica duclouxii Fedde ex H.Wolff
- Angelica edulis Miyabe ex Y.Yabe
- Angelica genuflexa Nutt.
- Angelica gigas Nakai
- Angelica glauca Edgew.
- Angelica gmelinii (DC.) Pimenov
- Angelica grayi (J.M.Coult. & Rose) J.M.Coult. & Rose
- Angelica hakonensis Maxim.
- Angelica hendersonii J.M.Coult. & Rose
- Angelica heterocarpa M.J.Lloyd
- Angelica inaequalis Maxim.
- Angelica indica Pimenov & Kljuykov
- Angelica japonica A.Gray
- Angelica kaghanica Ishtiaq & Qureshi
- Angelica kangdingensis R.Shan & F.T.Pu
- Angelica keiskei (Miq.) Koidz.
- Angelica kingii (S.Watson) J.M.Coult. & Rose
- Angelica komarovii (Schischk.) V.N.Tikhom.
- Angelica laevis J.Gay ex Avé-Lall.
- Angelica laxifoliata Diels
- Angelica lignescens Reduron & Danton
- Angelica likiangensis H.Wolff
- Angelica lineariloba A.Gray
- Angelica longeradiata (Maxim.) Kitag.
- Angelica longicaudata C.Q.Yuan & R.H.Shan
- Angelica longipes H.Wolff
- Angelica lucida L.
- Angelica maowenensis C.Q.Yuan & R.H.Shan
- Angelica megaphylla Diels
- Angelica minamitanii T.Yamaz.
- Angelica × mixta Nyár. ex Todor
- Angelica morii Hayata
- Angelica morrisonicola Hayata
- Angelica muliensis C.Y.Liao & X.G.Ma
- Angelica multicaulis Pimenov
- Angelica multisecta Maxim.
- Angelica nakaiana (Kitag.) Pimenov
- Angelica nelsonii J.M.Coult. & Rose
- Angelica nitida H.Wolff
- Angelica nubigena (C.B.Clarke) P.K.Mukh.
- Angelica oreada (Diels) M.Hiroe
- Angelica pachycarpa Lange
- Angelica paeoniifolia R.H.Shan & C.C.Yuan
- Angelica pinnata S.Watson
- Angelica pinnatiloba R.Shan & F.T.Pu
- Angelica polymorpha Maxim.
- Angelica pseudoselinum H.Boissieu
- Angelica pseudoshikokiana Kitag.
- Angelica pubescens Maxim.
- Angelica pyrenaea (L.) Spreng.
- Angelica razulii Gouan
- Angelica roseana L.F.Hend.
- Angelica saxatilis Ledeb.
- Angelica saxicola Makino ex Y.Yabe
- Angelica scabrida Clokey & Mathias
- Angelica setchuenensis Diels
- Angelica shikokiana Makino ex Y.Yabe
- Angelica sinanomontana Kitag.
- Angelica sinensis (Oliv.) Diels – dzięgiel chiński
- Angelica sylvestris L. – dzięgiel leśny
- Angelica taiwaniana S.S.Ying
- Angelica tarokoensis Hayata
- Angelica tenuisecta (Makino) Makino
- Angelica ternata Regel & Schmalh.
- Angelica tianmuensis Z.H.Pan & T.D.Zhuang
- Angelica tomentosa S.Watson
- Angelica triquinata Michx.
- Angelica turcica Hamzaoglu & Koç
- Angelica ubadakensis (Koidz.) Kitag.
- Angelica ursina (Rupr.) Maxim.
- Angelica urumiensis Mozaff.
- Angelica valida Diels
- Angelica venenosa (Greenway) Fernald
- Angelica viridiflora (Turcz.) Benth. ex Maxim.
- Angelica wheeleri S.Watson
- Angelica yakusimensis H.Hara
- Angelica yanyuanensis (F.T.Pu) Jing Zhou